# Szymon Marciniak
Szymon Marciniak, né le 7 janvier 1981 à Płock, est un arbitre de football polonais. Il est licencié à la FIFA depuis 2011.

## Biographie
Szymon Marciniak officie pour la première fois en première division polonaise le 18 avril 2009, lors du match entre le GKS Bełchatów et l'Odra Wodzisław Śląski. Peu avant le début de la saison 2009-2010, il est placé sur la liste des arbitres principaux de la division et est donc régulièrement présent sur les pelouses polonaises par la suite.
En 2011, il devient « arbitre FIFA » et est autorisé à pratiquer son métier sur les pelouses internationales. Le 21 juillet 2011, il arbitre son premier match de coupe d'Europe, opposant Aalesund au Ferencváros pour le deuxième tour préliminaire de la Ligue Europa. Quelques mois plus tard, le 29 février 2012, Szymon Marciniak officie pour la première fois lors d'un match de sélections nationales, entre Israël et l'Ukraine. Le 11 septembre 2012, il arbitre au stade municipal de Braga la rencontre opposant le Portugal à l'Azerbaïdjan pour le compte des éliminatoires de la Coupe du monde 2014.

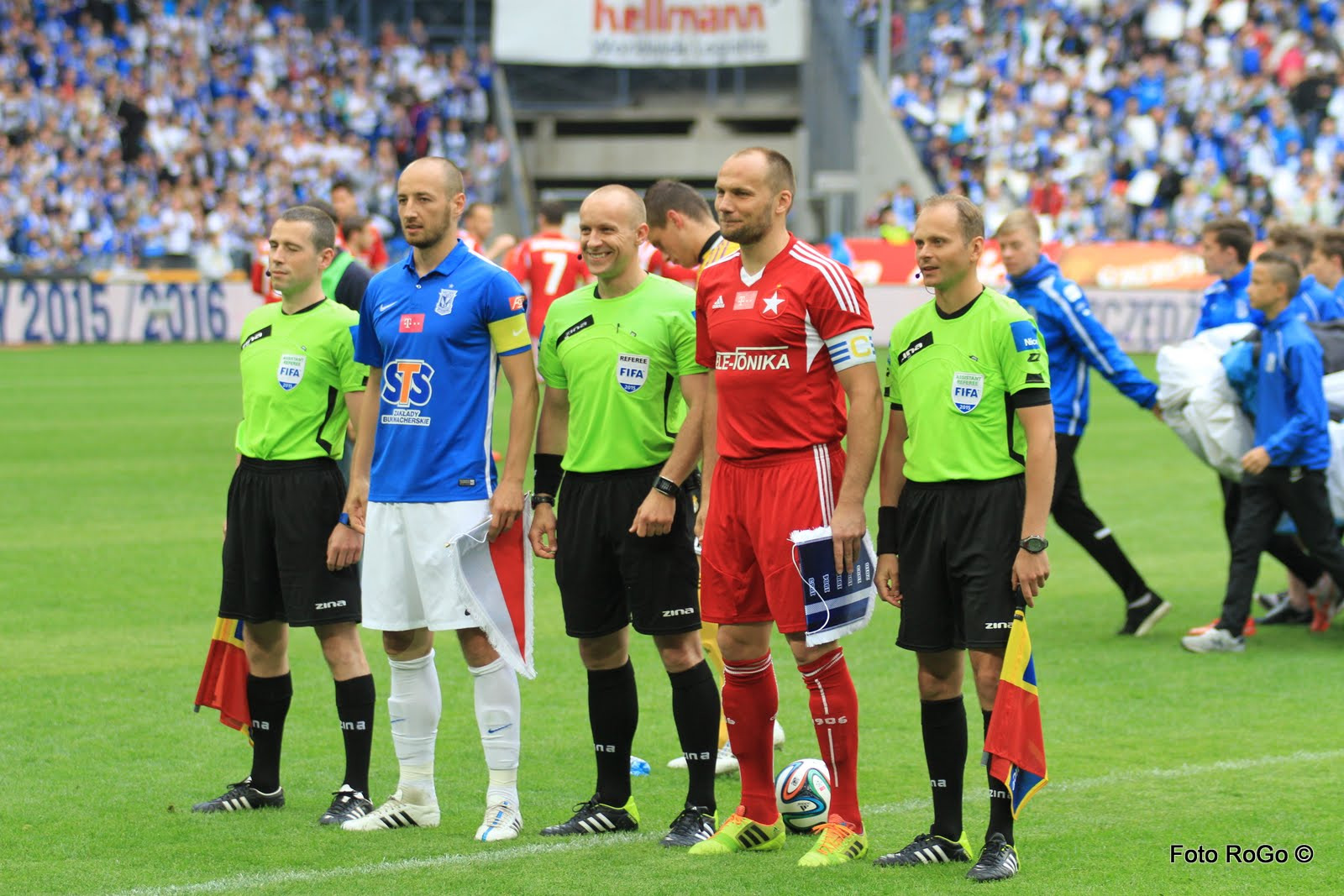
Lors du match Lech - Wisła en 2015, au centre de l'image.

En avril 2013, il est désigné arbitre du match aller de la finale de la Coupe de Pologne 2013. À partir de cette année, Szymon Marciniak officie de plus en plus sur les pelouses européennes (sept matches lors de la saison 2013-2014, neuf en 2014-2015). Il arbitre notamment un quart de finale de Ligue Europa le 16 avril 2015 lors duquel s'affrontent le Dynamo Kiev et la Fiorentina.
En juin 2015, Szymon Marciniak est choisi comme arbitre principal de la finale du championnat d'Europe espoirs à Prague, qui voit la Suède s'imposer aux tirs au but contre le Portugal. Le mois suivant, il est promu dans le groupe élite des arbitres par la fédération européenne, ce qui lui ouvre la porte des plus grandes compétitions du continent.
En décembre 2015, l'UEFA dévoile la liste des dix-huit arbitres sélectionnés pour l'Euro 2016 en France, dans laquelle figure Szymon Marciniak.
Début mars 2016, il dirige son premier match de phase finale de Ligue des champions, qui voit le Real Madrid éliminer l'AS Rome en huitième de finale, au stade Santiago Bernabéu. Un mois plus tard, Szymon Marciniak est désigné pour arbitrer l'un des quarts de finale de la compétition, opposant le Bayern Munich au Benfica. Une nouvelle fois nommé pour arbitrer la finale de la Coupe de Pologne, lors de son édition 2015-2016, il dirige également le 28 avril les vingt-deux acteurs de la demi-finale de Ligue Europa entre le Chakhtar Donetsk et le Séville FC.
Lors de l'Euro 2016, Szymon Marciniak officie lors de trois rencontres : Espagne - République tchèque et Islande - Autriche en phase de poules, et lors du huitième de finale entre l'Allemagne et la Slovaquie.

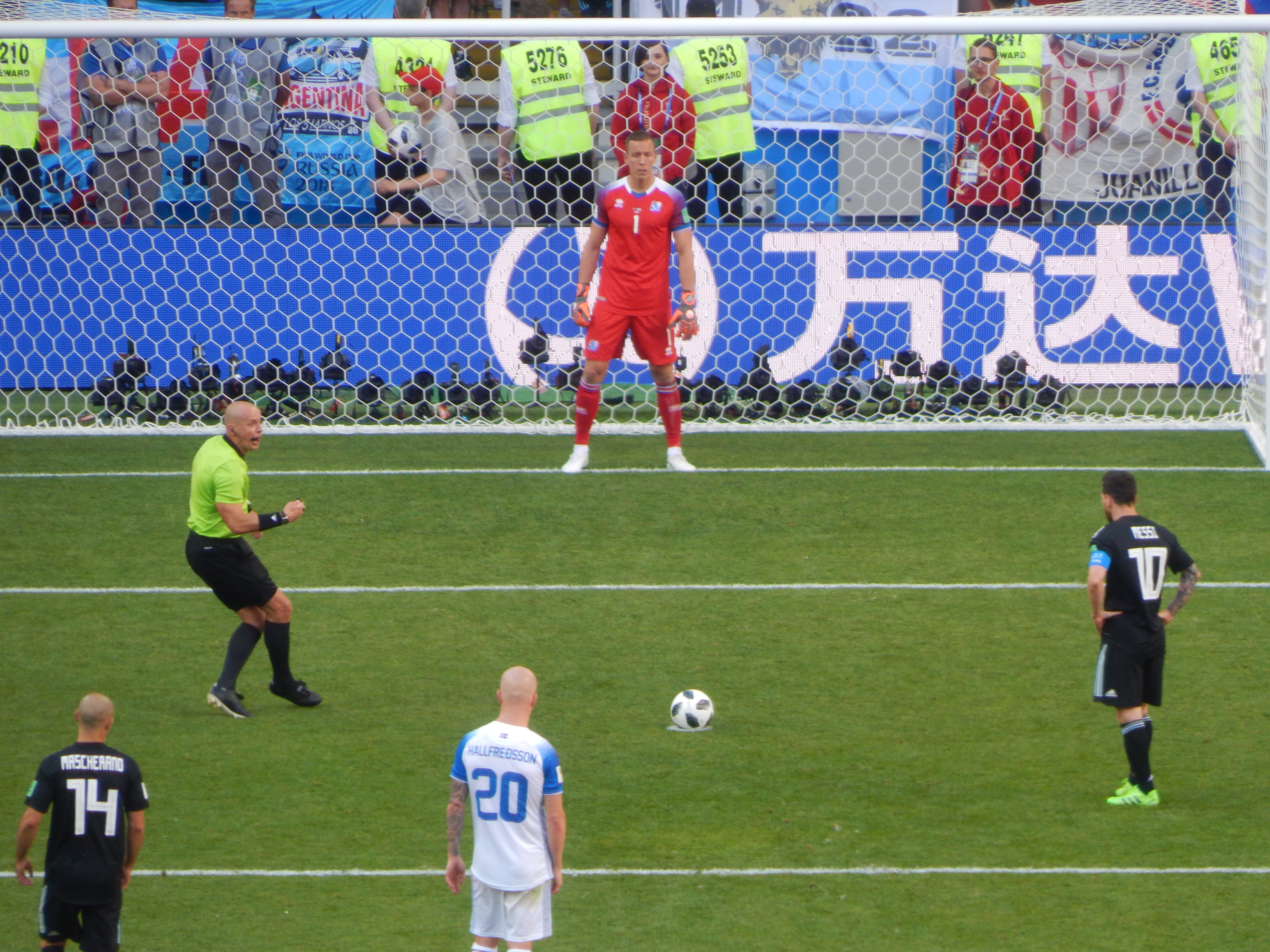
Marciniak avant l’exécution du penalty par Lionel Messi, lors d'Argentine-Islande en Coupe du monde.

Il arbitre deux matchs de la Coupe du monde 2018 lors du premier tour : celui opposant l'Argentine à l'Islande le 16 juin et un autre qui voit s'affronter la Suède et l'Allemagne le 23 juin. Durant ce match, il refuse d'accorder un penalty à l'équipe de Suède alors que la décision inverse aurait pu être prise grâce à la vidéo,, utilisée pour la première fois dans une grande compétition. Ce penalty aurait peut-être permis à la Suède d'assurer sa qualification dans la phase suivante de la compétition, tout en rapprochant l'Allemagne (championne du monde en titre) de l'élimination.
En décembre 2021, il est désigné arbitre lors de la coupe arabe des nations 2021 organisée au Qatar et arbitre trois rencontres dont la demi-finale opposant le pays organisateur le Qatar face à l'Algérie, futur finaliste de l'épreuve. Cette rencontre donne lieu à un incident rarissime, Szymon Marciniak siffle la fin de la rencontre après 18 minutes de temps additionnel, une durée étonnamment longue qui suscite l'incompréhension générale.
Szymon Marciniak est désigné comme arbitre de la finale de la Coupe du monde 2022, opposant la France et l'Argentine.
Le 10 juin 2023, il arbitre la finale de la Ligue des champions entre Manchester City et l'Inter Milan, qui se déroule au Stade olympique Atatürk, à Istanbul. Il devient alors le septième arbitre à avoir officié à la fois dans une finale de Coupe du monde et une de Ligue des champions. Il est même le second après Howard Webb en 2010 à avoir reçu ces deux désignations lors de la même saison.
Le 8 mai 2024, il arbitre la demi-finale retour de la Ligue des Champions entre le Real Madrid et le Bayern Munich.